# أحمد أيطن
أحمد أيطن (بالتركية: Ahmet Aydın)‏ هو سياسي تركي، ولد في 1 مارس 1971 في كاخته في تركيا. حزبياً، نشط في حزب العدالة والتنمية. وقد انتخب عضوا في البرلمان التركي.